# Nude (Loreen)
Nude è il primo EP di Loreen, pubblicato il 27 agosto 2017 dall'etichetta discografica BMG. 
Dall'album è stato estratto il singolo Body. Nell'EP vi è la collaborazione di Elliphant nella realizzazione del brano musicale Jungle, che ha delle influenze di reggae e dancehall. L'ultimo brano, Ocean Away, riprende lo stile musicale tipico di Loreen.

## Tracce
1. Body – 3:32
2. Jungle (feat. Elliphant) – 4:10
3. Ocean Away – 4:22